# Житомирская (станция метро)
«Жито́мирская» (укр. «Жито́мирська»,  (слушать)о файле) — 41-я станция Киевского метрополитена. Находится в Святошинском районе. Расположена на Святошинско-Броварской линии, между станциями «Святошин» и «Академгородок».

## История
Открыта 24 мая 2003 года. Название станции выбрано по направлению на Житомир. Пассажиропоток — 36,6 тыс. чел./сутки.
24 февраля 2022 года во время вторжения России на Украину на четырёх станциях Святошинско-Броварской линии метрополитена: «Берестейская», «Нивки», «Святошин» и «Житомирская» было остановлено курсирование поездов. Они работали как бомбоубежище в случае воздушной тревоги.

## Описание
Односводчатая станция мелкого заложения. Пространственное решение выполнено с помощью объединения объёмов кассовых вестибюлей и центрального зала, подчеркнутого радиальными расшивками по своду.
Над платформами расположены люминесцентные светильники на облегченных алюминиевых подвесах. Свод окрашен в жёлтый цвет, пол выложен из серого гранита с расшивками из красного и вставками габбро.
Путевые стены облицованы коричневым и белым мрамором, возле названий станции сделаны арочные поля. Это единственная станция в киевском метро, в оформлении названия которой использовано словосочетание «Станция метро».
Имеет два выхода. Западный выход соединен с подземным переходом под проспектом Берестейским на пересечении с улицами Семашко и Кричевского. Наземных вестибюлей нет.
Рядом со станцией находится памятник «Могила неизвестного солдата».

## Изображения

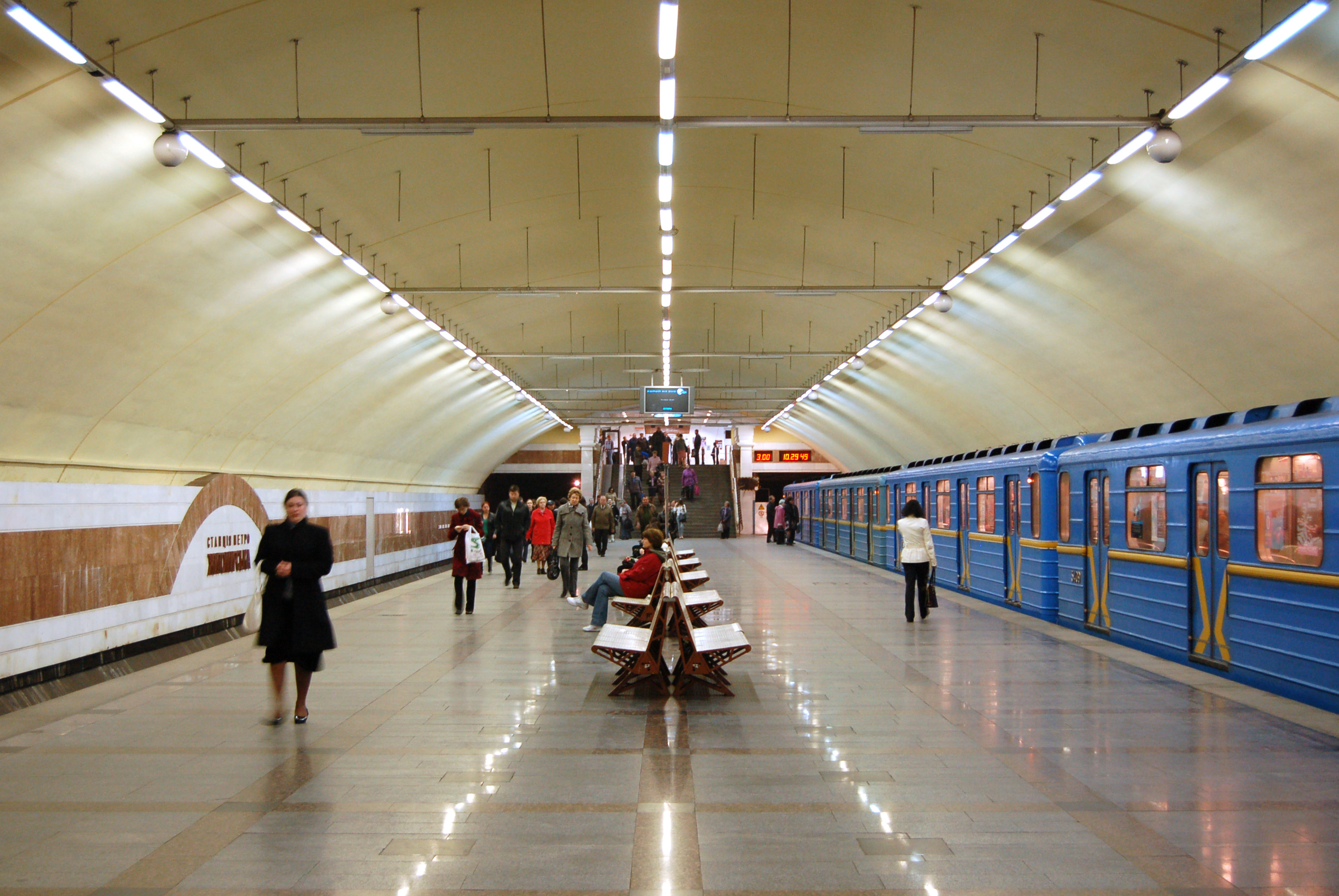
Вид в сторону западного вестибюля
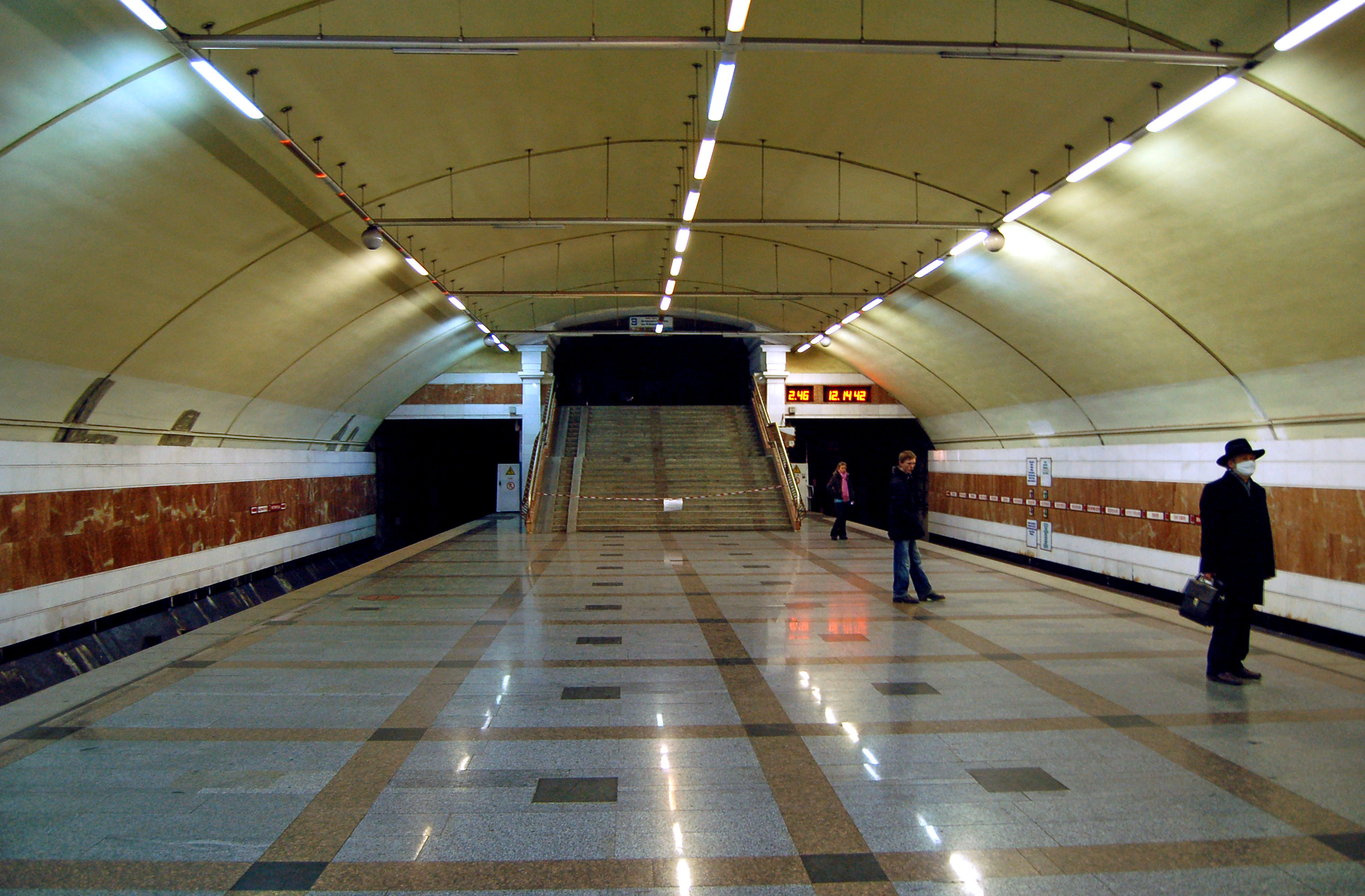
Вид в сторону восточного вестибюля
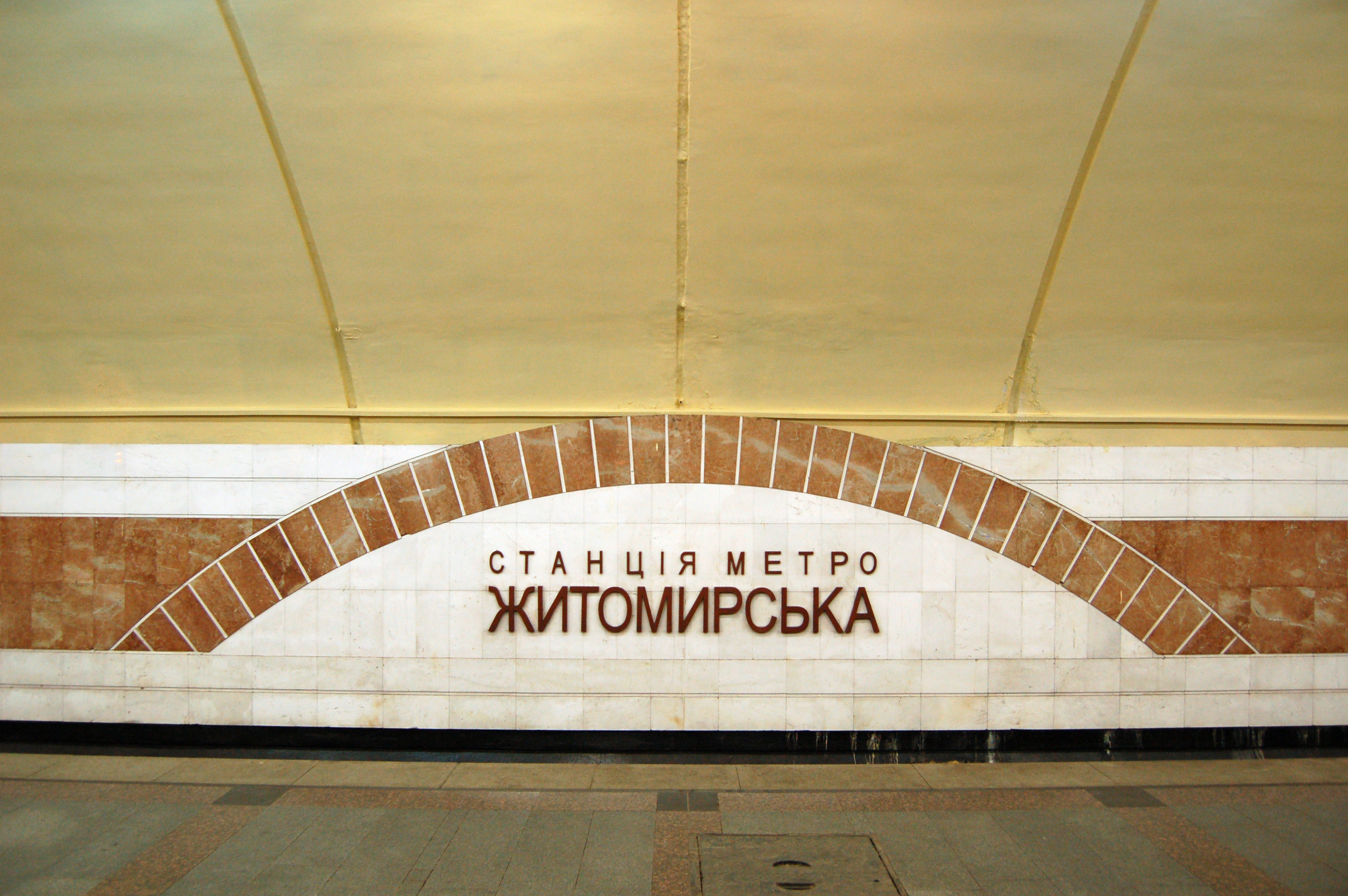
Название станции на путевой стене
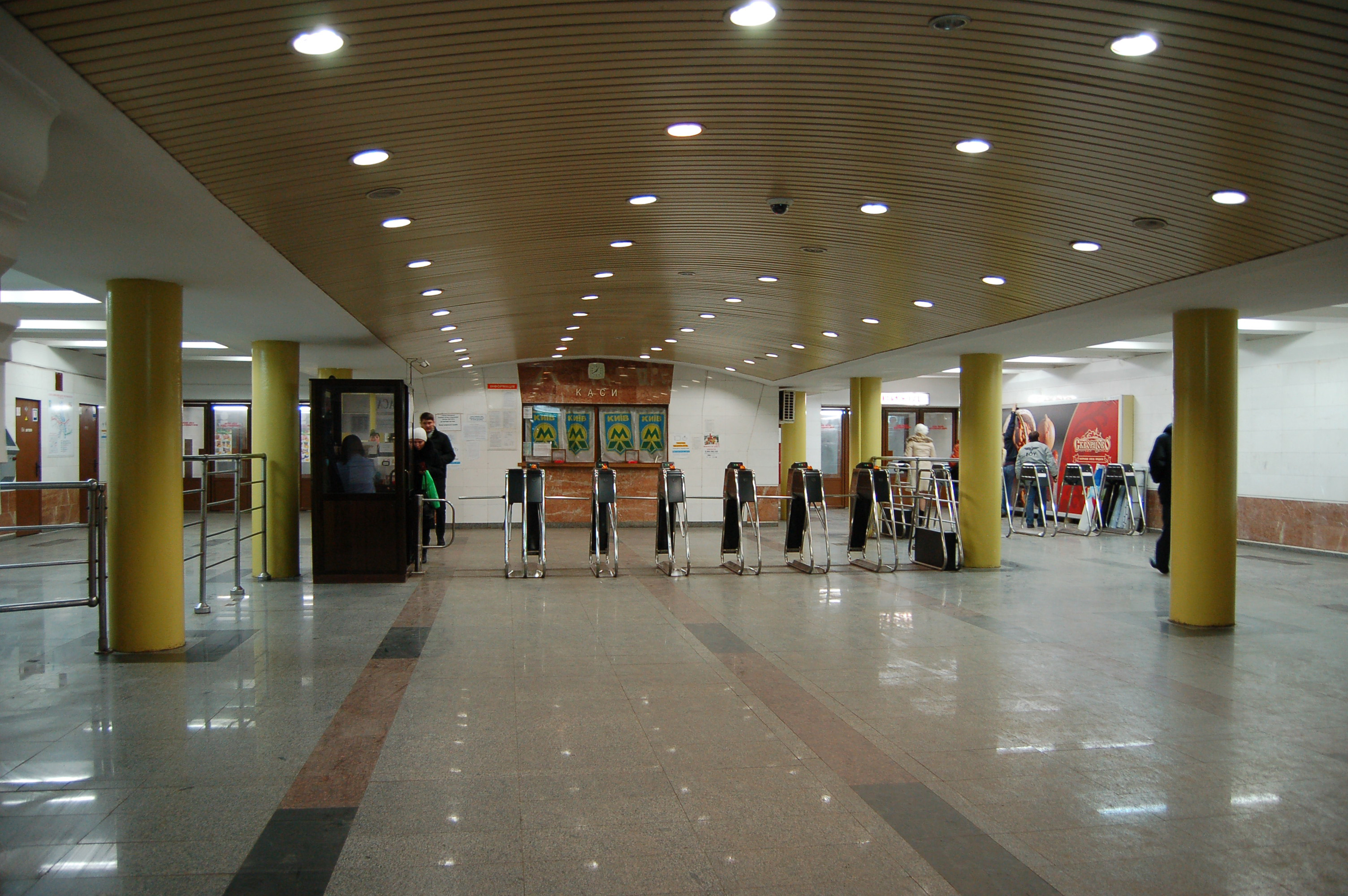
Подземный вестибюль
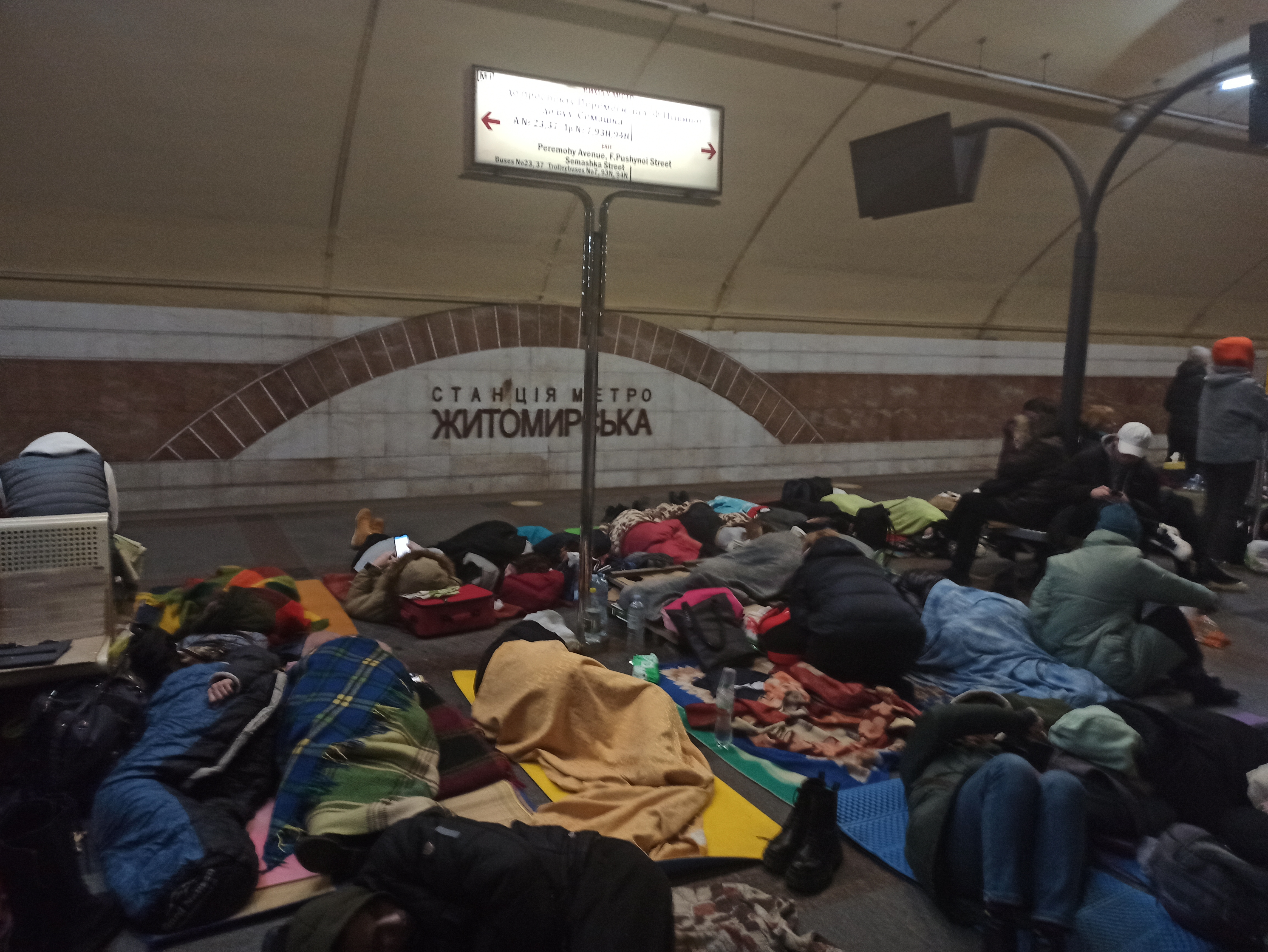
Мирные жители прячутся в метро во время российских обстрелов и бомбардировок Киева

## Режим работы
Открытие — 5:51, закрытие — 0:05
Отправление первого поезда в направлении:

ст. «Лесная» — 5:53

ст. «Академгородок» — 6:12
Отправление последнего поезда в направлении:

ст. «Лесная» — 0:07

ст. «Академгородок» — 0:41